# Leitch Ridge
Leitch Ridge ist ein kleiner, markanter und bis zu 195 m hoher Gebirgskamm auf der antarktischen Ross-Insel. Auf der Hut-Point-Halbinsel erstreckt er sich von einem Bergsattel am Crater Hill in südlicher Richtung über eine Länge von etwa 400 m.
Das New Zealand Geographic Board benannte ihn 2014 nach Johno Leitch, der 16 Jahre lang im New Zealand Antarctic Research Programme tätig war.